# Zu zweit ist es leichter
Zu zweit ist es leichter ist ein französisch-belgisch-luxemburgischer Fernsehfilm der Regisseurin Emilie Deleuze aus dem Jahr 2009. Mit Maïté Maillé, die bis 2004 hauptsächlich als Schauspielerin arbeitete, verfasste Deleuze auch das Drehbuch der Tragikomödie.
Zwei Menschen, wie sie unterschiedlicher nicht sein können, gespielt von Michel Galabru und Luce Radot, bilden im Pariser Stadtzentrum eine Wohngemeinschaft und haben mit erheblichen Generationskonflikten zu kämpfen.

## Handlung
Der kauzige Rentner Joseph wohnt in der Eigentumswohnung seiner Halbschwester und muss sich im hohen Alter noch einmal an einen Mitbewohner gewöhnen. Seine hartherzige und streitsüchtige Schwester pocht auf ihr Recht, Joseph bei einer Vertragsverletzung den Mietvertrag zu kündigen. Die Dreizimmerwohnung im Stadtzentrum von Paris sei zu groß für einen alleinstehenden älteren Herren, meint sie. Auf keinen Fall möchte er seinen Pariser Kiez verlassen oder gar in ein Altersheim ziehen. Da ihm von der Agentur kein männlicher Untermieter vermittelt werden konnte, muss Joseph notgedrungen die flippige Marilyn bei sich aufnehmen. Sie beginnt in Kürze eine Ausbildung zur Maskenbildnerin speziell für Horrorfilme. Joseph reagiert abweisend und meidet weitestgehend den Kontakt. Uneinsichtig beharrt er auf alten Gewohnheiten. Doch als beide feststellen, dass sie dieselbe Fernsehserie mögen, beginnt das Eis zu schmelzen. Es folgen sogar gemeinsame Stadtbummel.
Auch an ihrem Ausbildungsplatz findet Marilyn Anschluss, und ihre Modelle erhalten Anerkennung. Ihr neues Leben in der Großstadt wird also erträglich. Auf der Straße lernt sie den Draufgänger Vincent kennen. Als Marilyn eines Nachts von einem Kinobesuch nicht nach Hause kommt, macht sich Joseph so große Sorgen, dass er sogar die Polizei einschaltet. Die Sorge ist unbegründet, dennoch ist Joseph außer sich vor Wut und ohrfeigt seinen Schützling. Marilyn ist sich keiner Schuld bewusst und verlässt sofort die Wohnung, um bei ihrem Freund zu wohnen. Da Vincent jedoch unauffindbar ist und anscheinend ein falsches Spiel spielte, muss sie zu Joseph zurück. Sie reden nur noch das Nötigste.
Als Geste der Versöhnung lädt sie ihn zu ihrer Abschlussfeier ein. Joseph ist gerührt und folgt der Einladung. Die Eigentumswohnung hat seine Schwester Madeleine inzwischen verkauft. Während Marilyn ein Praktikum in Paris beginnt, zieht Joseph in eine Seniorenresidenz in der Normandie, aber beide bleiben in Kontakt.

## Hintergrundinformationen
Das Budget des Films wurde auf 2 Mio. Euro geschätzt.
Laut Abspann wurde der Film teils in Frankreich und teils in Luxemburg gedreht.
Den Song zum Abspann steuerte die Band Heartline bei.
Am 12. Dezember 2009 wurde die Tragikomödie erstmals im belgischen Fernsehen gezeigt, am 4. Juni 2010 dann auch in Deutschland auf Arte.

## Kritik
Das Lexikon des internationalen Films sah in dem Film „eine hintergründige Komödie über die Begegnung zweier sehr unterschiedlicher Generationen“.